# تانگشان ۲۷۷۸
سیارک ۲۷۷۸ (به انگلیسی: 2778 Tangshan، نامگذاری:1979XP) دو هزار و هفتصد و هفتاد و هشتمین سیارک کشف شده‌است که در ۱۴ دسامبر ۱۹۷۹ کشف شد.
قدر مطلق سیارک برابر ۱۳٫۰۰ است.